# 880'erne
Århundreder: 8. århundrede – 9. århundrede – 10. århundrede
Årtier: 830'erne 840'erne 850'erne 860'erne 870'erne – 880'erne – 890'erne 900'erne 910'erne 920'erne 930'erne
År: 880 881 882 883 884 885 886 887 888 889